# Alexander Nevskikathedraal (Parijs)
De Kathedraal van de heilige Alexander Nevski (Frans: Cathédrale Saint-Alexandre-Nevsky, Russisch: Свято-Александро-Невский кафедральный собор, Svjato-Aleksandro-Nevski kafedralnyj sobor) is een Russisch-orthodoxe kerk in het 8e arrondissement van Parijs.
De kathedraal werd in 1861 ingewijd en was het eerste Russisch-orthodoxe kerkgebouw voor de Russische gemeenschap in Frankrijk. Het is de zetelkerk van het Aartsbisdom van Russisch-orthodoxe Kerken in West-Europa binnen de jurisdictie van het Patriarchaat van Moskou.
Sinds 11 mei 1981 is het gebouw met de crypte geclassificeerd als monument historique.

## Geschiedenis

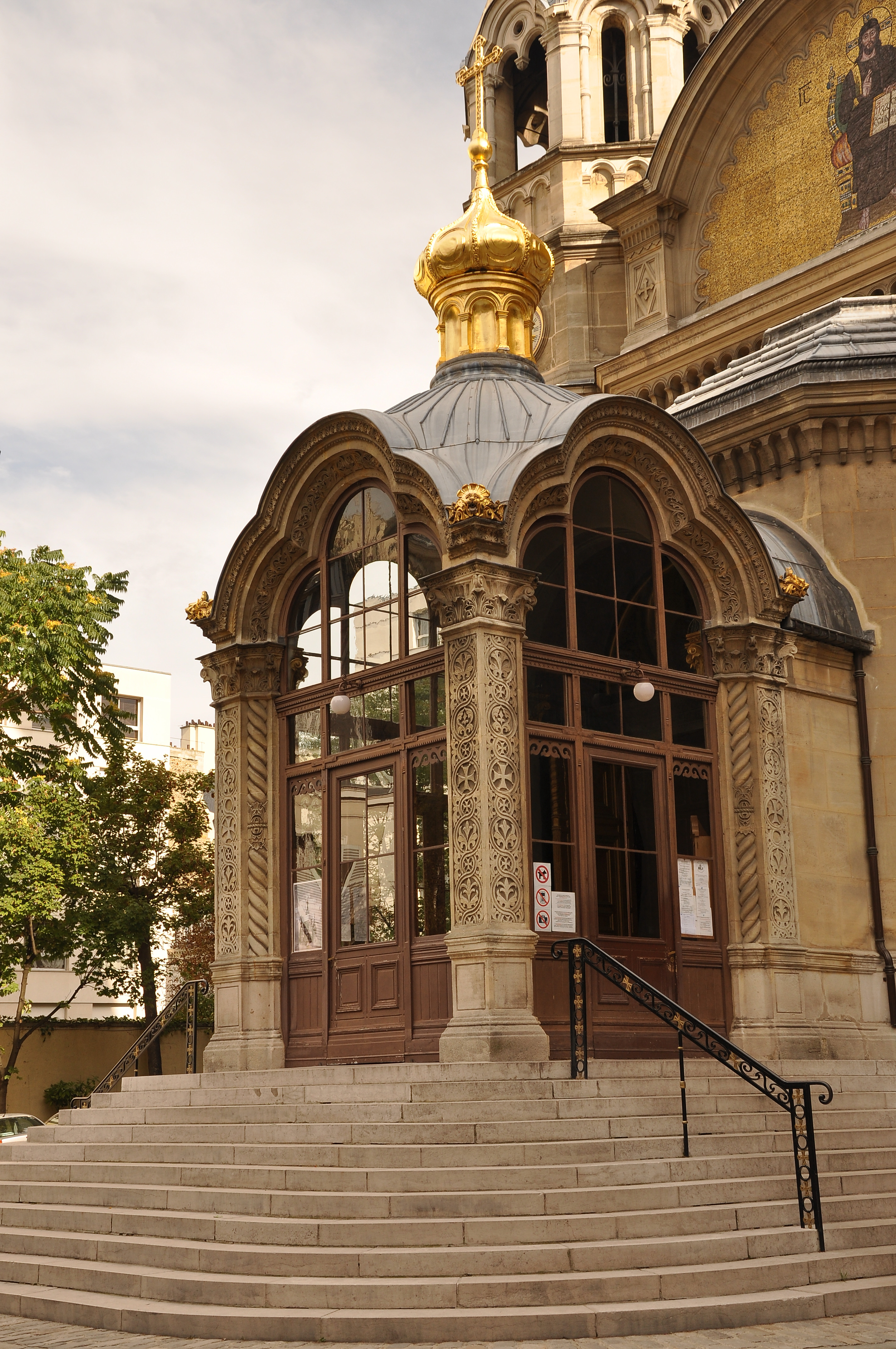
Hoofdingang

De aanwezigheid van Russen in Frankrijk dateert uit de 18e eeuw. In de 19e eeuw woonden circa 1000 Russen tijdelijk dan wel permanent in Parijs. Zij vierden hun kerkdiensten in een ruimte van het Russische ambassadegebouw. De ruimte was echter veel te klein en een eigen kerkgebouw was er nog niet.
In 1847 besloot de toenmalige priester Josif Vasiljev een kerk te laten bouwen. Ondanks de aarzelingen van de Russische regering en de traagheid van de Franse bureaucratie gaf Napoleon III uiteindelijk zijn toestemming. De financiering van de bouw werd mogelijk door middel van inschrijving in Rusland en daarbuiten van mensen uit verschillende christelijke gezindten (orthodox, katholiek en protestant). Tsaar Alexander II gaf zelf circa 150.000 goudfranken.
Op 11 september 1861 werd de kerk aan de heilige grootvorst Alexander Nevski gewijd door de aartsbisschop Leonti van Reval, de toekomstige metropoliet van Moskou. In 1922 werd de kerk een kathedraal voor het bisdom van de geëmigreerde Russen, veelal voorstanders van de monarchie en die wegens de gewijzigde politieke omstandigheden de wijk hadden genomen naar Frankrijk. Opmerkelijk zijn de fresco's en iconen van Jevgraf Sorokin (1821-1892). De fresco's in de benedenkerk werden in de jaren 1955-1956 gerestaureerd in de Russische stijl van de 16e eeuw door de iconenschilders Albert Aleksandrovitsj Benois en zijn vrouw Margarita.
Vanaf 1983 wordt het gebouw door de Franse staat beschermd als een historisch monument. Sinds 1996 begonnen met een belangrijke restauratie.

## Architectuur
De architecten van de kerk waren Roman Ivanovitsj Koezmin en Johann Waldemar Strom, leden van de Academie voor Schone Kunsten te Sint-Petersburg. De kerk heeft zowel Byzantijnse (interieur) als Moskovitische (exterieur) stijlvormen. Het gebouw heeft de vorm van een grieks kruis. Elke kruisarm wordt afgesloten met een apsis. De apsissen bevatten doeken van de schilder Aleksej Bogoljoebov en worden bekroond met torens die worden afgesloten met vergulde uien en de kenmerkende achtarmige russisch-orthodox kruisen. Samen met de centrale toren symboliseren de torens Christus en de vier evangelisten. De centrale toren heeft een hoogte van 48 meter.
- Gemeinsame Normdatei: 4839134-7
- Library of Congress Control Number: n96033288
- Virtual International Authority File: 262415432